# Grönländische Fußballmeisterschaft 1987
Die Grönländische Fußballmeisterschaft 1987 war die 25. Spielzeit der Grönländischen Fußballmeisterschaft.
Meister wurde zum vierten Mal K-33 Qaqortoq.

## Teilnehmer
Folgende Mannschaften nahmen an der Schlussrunde teil:
- FC Malamuk Uummannaq
- Disko-76 Qeqertarsuaq
- N-48 Ilulissat
- S-68 Sisimiut
- Aĸigssiaĸ Maniitsoq
- NÛK
- Nagtoralik Paamiut
- K-33 Qaqortoq

## Modus
In dieser Saison nahmen wieder acht Mannschaften an der Schlussrunde teil, die dieses Jahr in Maniitsoq ausgetragen wurde. Die Mannschaften wurden in zwei Vierergruppen eingeteilt. Die besten zwei Mannschaften beider Gruppen qualifizierten sich für das Halbfinale.

## Ergebnisse
Es sind keine Spielergebnisse aus der Gruppenphase bekannt.
| Pl. | Verein         | Sp. | S | U | N | Tore | Punkte |
| --- | -------------- | --- | - | - | - | ---- | ------ |
| 1.  | N-48 Ilulissat | 3   | ? | ? | ? | ?:?  | ?      |
| 2.  | K-33 Qaqortoq  | 3   | ? | ? | ? | ?:?  | ?      |
| 3.  | NÛK            | 3   | ? | ? | ? | ?:?  | ?      |
| 4.  | S-68 Sisimiut  | 3   | ? | ? | ? | ?:?  | ?      |

| Pl. | Verein                | Sp. | S | U | N | Tore | Punkte |
| --- | --------------------- | --- | - | - | - | ---- | ------ |
| 1.  | Disko-76 Qeqertarsuaq | 3   | ? | ? | ? | ?:?  | ?      |
| 2.  | Nagtoralik Paamiut    | 3   | ? | ? | ? | ?:?  | ?      |
| 3.  | Aĸigssiaĸ Maniitsoq   | 3   | ? | ? | ? | ?:?  | ?      |
| 4.  | FC Malamuk Uummannaq  | 3   | ? | ? | ? | ?:?  | ?      |

Halbfinale
| Datum       |                       | Ergebnis |                    | Ort       |
| ----------- | --------------------- | -------- | ------------------ | --------- |
| August 1987 | N-48 Ilulissat        | ?:?      | Nagtoralik Paamiut | Maniitsoq |
| August 1987 | Disko-76 Qeqertarsuaq | ?:?      | K-33 Qaqortoq      | Maniitsoq |

Spiel um Platz 3
| Datum           |                    | Ergebnis |                       | Ort       |
| --------------- | ------------------ | -------- | --------------------- | --------- |
| 28. August 1987 | Nagtoralik Paamiut | 8:2      | Disko-76 Qeqertarsuaq | Maniitsoq |

Finale
| Datum           |               | Ergebnis        |                | Ort       |
| --------------- | ------------- | --------------- | -------------- | --------- |
| 28. August 1987 | K-33 Qaqortoq | 2:2 (4:2 i. E.) | N-48 Ilulissat | Maniitsoq |